# 情報ワイド福岡いちばん星
情報ワイド福岡いちばん星（じょうほうワイドふくおかいちばんぼし）は、NHK福岡放送局とNHK北九州放送局が2004年から2007年3月30日まで、月曜 - 金曜の16:05（2005年9月までは15:45） - 19:00（北九州局は別。概要を参照）に福岡県内を対象に放送していた地域情報番組。その放送時間はNHKの地域情報番組としては2006年10月の時点で全国1位の長さを誇った（途中全国ニュース挿入）。

## 概要
番組はおおむね時刻帯で3部に分かれており、16時台の1部と17時台の2部はオープンスタジオ（福岡局1階のパークサイドスタジオと北九州局4階のリバスタ）からの公開生放送、18時台の3部はその日1日の県内のニュースとなっていた。
北九州局では、番組開始当初から2部の途中まで放送し、17:30頃から北九州ローカル番組の『なんしよ〜ん!?北九州』を（福岡局では冒頭の1コーナーのみ同時ネットで）放送し、3部は北九州独自のニュース番組『ニュースシャトル北九州』に差し替えていた。しかし2006年4月からは、金曜日を除いて内容を縮小。『なんしよ〜ん!?』は17:30前後から約10分間、1コーナーのみの放送となり、その後福岡・北九州ともに同じ内容を放送（当然北九州でも『いちばん星』）。17:55からの気象情報と3部のみ福岡・北九州各局独自で伝えるようになった。金曜日はそれまでと同じスタイルでの放送だった。
国会中継が行われる際は放送時間が変動することが多かった。また、大相撲開催中は福岡局エリアで3部のニュースが放送されるのみであった（春と夏の高校野球中継放送時も同様）。その代わり大相撲期間中は『ニュースシャトル北九州』ともども、番組内で刈屋富士雄アナウンサー（NHKの相撲担当者で魁皇関に最も詳しいといわれる）によるその日の郷土力士情報が提供された。
なお、2005年10月から夕方16時台の全国放送はこれまで放送したゴールデンタイム枠の番組のアンコールアワーに充てているが、福岡県に限りアンコールアワーのネット受けはせず、この番組を引き続き放送した。
NHKの受信料収入減少に伴う経営改革のあおりを受け、2007年3月いっぱいで番組は終了した。その後は16時台が他の地域と同様に再放送枠となり、17時台は新しい情報番組『まるごと福岡トクテレ』となった。『福岡いちばん星』は18時台福岡局限定のニュース番組『ニュースいちばん星』として再出発した。

## コーナー（2006年度）
『なんしよ〜ん!?北九州』パートのコーナーについては当該項目を参照。

### 中継
- 小園裕美のちょっとおじゃまします（月曜）
- 小園裕美のニコニコ中継（火曜）
- 西口久美子のとつげきLIVE（水曜）
- ふじわらたけひろの頼もう!（木曜）
- おでかけいちばん星（下記以外の金曜）
- 出らんとソンソンちょうそんLIVE（月1回金曜） - 前身の「ゆうどきワイド福岡」から続くコーナー
- イ・ミィエの釜山中継（不定期月曜）
日本への留学経験がある韓国釜山在住の主婦イ・ミィエが、釜山の今を生リポート。中継には、福岡―釜山間の海底光ケーブル回線が使われた。
- たん・炭・田川通信!（不定期水曜）
こちらは福岡県の光ケーブル回線を利用。田川市にある県立大学の学生がリポーターを務めた。
- 新・八女上陽ぴっかり通信（不定期）
スタイルは上に同じ。八女市の旧上陽町と結ぶ。上陽町が独立していた頃から続くコーナーだが、八女市に編入されたことで今のタイトルに。
- 天神まちかど中継（火曜・木曜）

### 料理
- いちばん星クッキングスクール（月曜） - 古賀千尋が生徒となり、毎週料理の基本技術を学んでいく
- おしえてタミー! 料理の小箱（月1回火曜）
長年福岡で料理研究家として活躍してきた檜山タミが、男性サブキャスターをアシスタントに、お袋の味の秘訣を伝授
- 拝見!プロの技（不定期火曜）
福岡の料理の名店の料理人を招き、家庭でも応用できるプロの技を紹介
- おうちでスイーツ（上記以外の火曜） - 家庭でも手軽に作れるお菓子のレシピを紹介
- お弁当だいすき（隔週木曜） - お弁当の中身を充実させるとっておきの料理を紹介
- 森山いづみのハッピーキッチン（隔週木曜）
管理栄養士でもある森山が、食卓を幸せにするレシピを紹介。
- ふるさとがうまい（金曜）
自称「ふるさと料理人」藤清光（とう・せいこう、女性）が、食文化研究家・中山美鈴との取材で掘り起こした全国のふるさと料理を、局ロビーに置かれている特設屋台で実演して紹介。たまに、小園裕美と福岡県内の「現場」へ赴いて火曜に実演したり、藤氏不在の場合は海外編として外国のふるさと料理を紹介した。

### その他
- 神田愛花のニュースコーナー
16時台と17時台のそれぞれ冒頭に福岡県内のニュースを3項目伝えた。
- きょうのお客さま
- いちばん星Pick Up
- ＠ホームなデジタル写真展
県内の視聴者から写真を募集し優秀な作品を表彰。九州産業大学の講師を務める女性写真家が審査にあたった。2006年度は携帯電話からも応募できるようになった。
- ふれあい1分健康塾（火曜）
- キラリFUKUOKAスタイル（水曜）
- とっておきたまご
- 山下信がお答えします
上2つは福岡局の広報コーナー。
- GoGoレジャー（不定期木曜）
- 五千と千尋の1dayトリップ（不定期木曜）
古賀千尋が\5,000の予算内で満喫できる近場の旅を紹介。
- あの町この町お宝紀行（金曜）

### 18:10 -
一部を除き「ニュースシャトル北九州」でも放送された。
- 学校元気じまん（火曜）
福岡県内で個性ある取り組みを行なっている学校の現場を紹介した。北九州・筑豊地域については北九州局が取材。
- 一投良談（木曜）
プロ野球元南海ホークスの投手で、現在は福岡で野球評論家・ローカルタレントとして活動している山内孝徳が、福岡ソフトバンクホークスについて分析し、優勝するための様々な提言を行った。野球オフシーズンはコーナーも休止だが、山内は野球関連のニュースの際に臨時出演することもあった。
- 福岡はやりもん（金曜）
- 大相撲情報（場所中）
大相撲開催中に刈屋富士雄アナウンサーが電話出演して魁皇、琴奨菊など地元出身力士の情報を伝えた。九州場所が行われる11月は会場の福岡国際センターの放送席から顔出しで伝えた。

## キャスター・出演者
『なんしよ〜ん!?北九州』パートの出演者については当該項目を参照。

### メインキャスター
- 山下信（福岡放送局アナウンサー、『なんしよ〜ん』後の一部を除き全編通して出演。抜けた時間は、ニュースの打合せ）～
- 古賀千尋（第1部と第2部。番組開始 - 2007年3月9日）
- 小郷知子（ニュース担当、番組開始 - 2005年12月28日）
- 神田愛花（ニュース担当、2006年1月4日 - 番組終了）

### サブキャスター
全てNHKの若手男性アナウンサーで、週交代で第2部までの出演。また『なんしよ〜ん』の後はニュースの準備に入る山下アナの代わりにメインを張った。
- 有田雅明（唯一番組開始から終了まで出演。そのため『まるごと福岡トクテレ』キャスターに）
- 原口雅臣（番組開始 - 2005年7月ごろ）
- 鈴木健一（番組開始 - 2006年7月ごろ）
- 西村勇気（2005年7月ごろ - 2006年7月ごろ）
- 佐藤俊吉（2006年7月ごろ - 番組終了）
- 塩澤大輔（2006年7月ごろ - 番組終了）

### リポーター
- 小園裕美（月曜・火曜・金曜。番組開始 - 終了）
- 西口久美子（水曜。番組開始 - 終了）
- 川島千鶴（子どもとともに親の仕事を見学する「お仕事拝見」リポーター。番組開始 - 2006年3月）
- バンカヨコ（福岡・筑後地域の様々な謎に迫る「フクオカ調査隊」リポーター。番組開始 - 2006年3月）
- 髙木梨絵（火曜「学校元気じまん」・金曜。2005年4月 - 番組終了）
- 東梅奈保子（火曜・木曜・金曜。2005年4月 - 番組終了）
- ふじわらたけひろ（木曜。2005年4月 - 番組終了）
- トコ（インタビューコーナー「トップにQ」を担当。2005年4月 - 2006年3月）

### コーナーレギュラー
- 渡辺純子（管理栄養士。月曜「いちばん星クッキングスクール」教師）
- 檜山タミ（料理研究家。月1回火曜「おしえてタミー! 料理の小箱」）
- 森山いづみ（料理講師・管理栄養士。隔週木曜「森山いづみのハッピーキッチン」）
“ミーハー”なところがある。出番が無いのに一般視聴者を装ってお目当てのスターを見に来局したことを上記コーナーで山下アナに暴露され、苦笑いした。
- 藤清光（金曜「ふるさとがうまい」国内編）

### 天気担当
- 松井渉（16・17時台）
- 吉竹顕彰（18時台）

共に日本気象協会九州地区支配人統括組織勤務の気象予報士。

### 一投良談コメンテーター
- 山内孝徳

### 大相撲情報担当
- 岩佐英治（現在名古屋放送局。番組開始 - 2006年夏場所）
- 刈屋富士雄（2006年名古屋場所 - 番組終了）